# Élection présidentielle tunisienne de 1959
L'élection présidentielle tunisienne de 1959, la première du genre à se tenir en Tunisie, est organisée le 8 novembre 1959, le même jour que les législatives, à la suite de la promulgation de la Constitution le 1er juin.
Ce sont les premières élections présidentielles de l'histoire de la Tunisie et depuis la proclamation de la république en 1957. Habib Bourguiba, élu président par l'assemblée constituante, est le seul candidat qui réussit à obtenir l'approbation de trente personnalités politiques, tel qu'exigé par la Constitution. Il est donc élu avec 100 % des voix.

## Résultats détaillés
| Inscrits                      | Inscrits                    | 1 099 577 |                |        |  |  |  |
| Votants                       | Votants                     | 1 007 959 | 91,7 %         |        |  |  |  |
| suffrages exprimés            | suffrages exprimés          | 1 005 769 |                | 99,8 % |  |  |  |
| bulletins blancs ou nuls      | bulletins blancs ou nuls    | 2 190     |                | 0,2 %  |  |  |  |
| Abstentions                   | Abstentions                 | 91 618    | 8,3 %          |        |  |  |  |
|                               |                             |           |                |        |  |  |  |
|                               | Candidat Parti politique    | Voix      | % des exprimés |        |  |  |  |
|                               | Habib Bourguiba Néo-Destour | 1 005 769 | 100 %          |        |  |  |  |
| Sources : Elections in Africa |                             |           |                |        |  |  |  |